# Liste der Mitglieder der American Academy of Arts and Sciences/1891
Im Jahr 1891 wählte die American Academy of Arts and Sciences 16 Personen zu ihren Mitgliedern.

## Neugewählte Mitglieder
- William Brewster (1851–1919)
- Louis Cabot (1837–1914)
- Arthur Messinger Comey (1861–1933)
- George Park Fisher (1827–1909)
- Edward Gardiner Gardiner (1854–1907)
- Abner Cheney Goodell (1831–1914)
- Henry Marion Howe (1848–1922)
- Thomas Corwin Mendenhall (1841–1924)
- Samuel Jason Mixter (1855–1926)
- Charles Edward Munroe (1849–1938)
- John Ulric Nef (1862–1915)
- Theodore William Richards (1868–1928)
- Josiah Royce (1855–1916)
- Charles Robert Sanger (1860–1912)
- Henry Taber (1860–1936)
- Warren Upham (1850–1934)